# La Presó, antic Graner (Culla)
L'antic Graner del Comanador, a Culla, comarca de l'Alt Maestrat, també anomenat la Presó, és un graner que, en l'època de les Guerres carlines, va començar a emprar-se com a presó, cosa que va donar lloc al seu nom actual. Està catalogat com a Bé Immoble de Rellevància Local, amb codi número 12.02.051-009, en trobar-se dins l'expedient de declaració d'un Bé d'Interès Cultural, en aquest cas el del conjunt històric de la localitat de Culla, en la qual està ubicat (al carrer de l'Abadia, núm. 5).
Es tracta d'un edifici datat entre els segles XIII i XIV. Era el graner del comanador de l'orde de Montesa, d'aquí el seu primer nom.

## Descripció
Hi ha un entramat de passadissos que van donant lloc a un gran nombre de dependències, en les quals es retenia els presos fins al compliment de la condemna. Algunes d'aquestes dependències eren de reduïdes dimensions i tancades amb clau, que alguns anomenen fornícules de càstig. En algunes parets, es poden veure encara les cadenes i grillons amb què s'immobilitzava els reus. També s'aprecien marques a les parets fetes pels mateixos reus.